# Quinto Ninnio Hasta (cónsul 88)
Quinto Ninnio Hasta (en latín, Quintus Ninnius Hasta) fue un senador romano de finales del siglo I que desarrolló su carrera política bajo los imperios de Vespasiano, Tito y Domiciano.

## Carrera
Su único cargo conocido es el de consul suffectus entre junio y septiembre de 88, bajo Domiciano.

## Descendencia
Su hijo fue Quinto Ninnio Hasta, consul ordinarius en 114 bajo Trajano.